# 短蕊车前紫草
短蕊车前紫草（学名：Sinojohnstonia moupinensis）是紫草科车前紫草属的植物，为中国的特有植物。分布于中国大陆的湖南、云南、陕西、湖北、甘肃、四川、宁夏、山西等地，生长于海拔700米至3,500米的地区，多生长于山坡林中、山坡草丛中、路边杂木林中、沟边草丛、杜鹃林下、山坡灌丛、林中和阴石上，目前尚未由人工引种栽培。